# (1351) Uzbekistania
(1351) Uzbekistania ist ein Asteroid des Hauptgürtels, der am 5. Oktober 1934 vom russischen Astronomen Grigori Nikolajewitsch Neuimin in Simejis entdeckt wurde.
Der Asteroid ist nach der damaligen Sowjetrepublik Usbekistan benannt, wo der Entdecker wohnte. Der Name wurde postum in einer handschriftlichen Notiz des Entdeckers gefunden.